# Гарретт, Роберт (легкоатлет)
Роберт С. Гарретт (англ. Robert S. Garrett; 24 июня 1875, Балтимор — 25 апреля 1961, Балтимор) — американский легкоатлет, двукратный чемпион и четырёхкратный призёр летних Олимпийских игр.

## Летние Олимпийские игры 1896

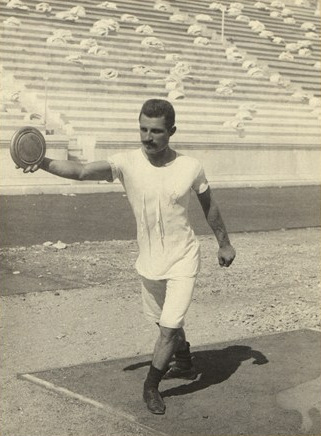
Роберт Гарретт во время метания диска

Гаррет участвовал в четырёх легкоатлетических дисциплинах, в каждой из которых выигрывал медаль. Сначала, 6 апреля, он участвовал в соревновании по метанию диска. С результатом 29,15 м он стал победителем состязания, причём научился метать диск за несколько дней до Игр. Гаррету помог изобретённый им стиль метания — он метал диск, закручивая его в горизонтальной плоскости. Остальные соперники закручивали диск в вертикальной плоскости в «древнегреческом» стиле. Современные спортсмены метают диск именно методом Гарретта.
7 апреля Гарретт участвовал в прыжке в длину и толкании ядра, в котором, толкнув снаряд на 11,22 м, стал победителем. В прыжке в длину он занял второе место, прыгнув ровно на 6 м.
В последний свой день соревнований, 10 апреля, он принял участие в прыжке в высоту. В этом соревновании он занял второе место разделив его со своим соотечественником Джеймсом Конноли. У них у обоих высшим результатом была высота в 1,65 м.

## Летние Олимпийские игры 1900
На летних Олимпийских играх в Париже Гарретт участвовал в лёгкой атлетике и перетягивании каната. В этом виде спорта он выступал несколько раз за национальную сборную, однако пол-команды не стали выступать в финальных соревнованиях.
Гарретт участвовал в трёх легкоатлетических дисциплинах. 14 июля он участвовал в метании диска и толкании ядра. В первом соревновании он три раза метнул снаряд в зрителей и не смог пройти квалификацию, заняв последнее место. В толкании ядра он прошёл квалификацию, заняв третье место, но не участвовал в финале 15 июля, однако его отборочный результат позволил ему занять третье место и выиграть бронзовую медаль. 16 июля, Гарретт соревновался в тройном прыжке с места. С результатом в 9,50 м он опять занял третье место.